# Ambulyx inouei
Espèce
Ambulyx inouei est une espèce d'insectes lépidoptères de la famille des Sphingidae, sous-famille des Smerinthinae, tribu des Ambulycini, et du genre Ambulyx.

## Distribution
Endémique du Sulawesi.

## Systématique
- L'espèce Ambulyx inouei a été décrite par les entomologistes français Jean-Marie Cadiou et anglais Jeremy Daniel Holloway en 1989[1].
- La localité type est :  Tengah, Lore Lindu N.P., Palolo, 700 m, Sulawesi, Indonésie.